# Međunarodna zrakoplovna federacija
Međunarodna zrakoplovna federacija (francuski Fédération Aéronautique Internationale - FAI) međunarodna je nevladina organizacija športskog zrakoplovstva. Uz općenita pitanja zrakoplovstva, bavi se i potvrđivanjem zrakoplovnih rekorda. Osnovana je 1905. u Parizu, a sjedište je od 1999. u Lausanneu.
Zemlje osnivači: Belgija, Francuska i Njemačka
Udruga organizira i koordinira aktivnosti u svijetu na području zrakoplovstva i astronautike, bilježi i vodi rekorde i donosi pravila o obaranju istih, donosi kalendar međunarodnih natjecanja, donosi regulative o sigurnosti zrakoplovstva, okuplja nacionalne športske Aero-klubove. 

## FAI povjerenstva
Međunarodna zrakoplovna federacija sastoji se od sljedećih povjerenstava:
- FAI športska povjerenstva:

FAI za opće športsko povjerenstvo
FAI povjerenstvo za akrobatsko letenje
FAI povjerenstvo za zrakoplovno modelarstvo
FAI povjerenstvo za astronautička dostignuća
FAI povjerenstvo za balone
FAI povjerenstvo generalnog zrakoplovstva
FAI povjerenstvo za zrakoplovno jedriličarstvo
FAI povjerenstvo letenje zmajem i paraglajding
FAI povjerenstvo mikrolakog zrakoplovstva
FAI povjerenstvo padobranstva
FAI povjerenstvo za helikoptere
- FAI tehnička povjerenstva:

FAI povjerenstvo za amatersku gradnju zrakoplova
FAI povjerenstvo za zrakoplovno i svemirsko obrazovanje
FAI povjerenstvo zračnog prostora i navigacijskih sustava
FAI povjerenstvo za okoliš
FAI povjerenstvo za zrakoplovnu medicinu i psihologiju

## Vanjske poveznice
- Webstranica FAI